# Thomas Nangle
Thomas Matthew Mary Nangle (San Juan de Terranova, 1889-Salisbury, 4 de enero de 1972) fue un sacerdote, militar y diplomático canadiense. También fue un destacado político y empresario en la República de Rodesia, en África. 
Como clérigo, sirvió como capellán militar del Regimiento Real de Terranova durante la Primera Guerra Mundial. 

## Primeros años
Nació en San Juan, Terranova, y se educó en la Universidad de San Buenaventura, en el Estado de Nueva York, antes de asistir al seminario All Hallows College en Dublín y al St. Patrick's, Carlow College en Irlanda.
Fue ordenado sacerdote católico en 1913 en la Basílica Catedral de San Juan Bautista en San Juan de Terranova y se alistó en el Regimiento de Terranova en 1915 y se convirtió en capellán castrense del regimiento, y finalmente obtuvo el rango de teniente coronel. Mientras estaba de licencia en 1917, regresó a San Juan de Terranova para dar conferencias populares sobre las experiencias de las tropas y convocar a nuevos reclutas para unirse a las fuerzas combatientes en la Primera Guerra Mundial.

## Carrera en el sector público
Después de la guerra, Nangle fue nombrado por el Gobierno del Dominio de Terranova como Director de Tumbas de Guerra, Registro, Investigaciones y Monumentos, así como también Representante del país en la Comisión Imperial de Tumbas de Guerra en Londres y supervisó la construcción de monumentos a Soldados de Terranova en Terranova, incluyendo el Monumento Nacional de Guerra en St. John's en King's Beach, y 15 cementerios de guerra y monumentos conmemorativos en Europa y la Península de Galípoli, incluido el Beaumont-Hamel Newfoundland Memorial en Beaumont-Hamel en Francia y otros cuatro parques similares en Francia y Bélgica, donde luchó con el Regimiento de Terranova. Mientras estuvo en Londres, ejerció como Alto Comisionado de Terranova en el Reino Unido entre 1923 y 1924. 

## Rodesia
En 1926, Nangle dejó el ejercicio sacerdotal y emigró a Rodesia, en África, donde se convirtió en agricultor, se casó y fue cofundador del Partido Reformista, siendo uno de sus miembros más activos y destacados, siendo elegido en las elecciones de 1933 como diputado a la Asamblea Legislativa de Rodesia del Sur, por el distrito de Salisbury. Al año siguiente, en las elecciones de 1934, fue derrotado en su propio distrito por el Primer Ministro de Rodesia del Sur, Godfrey Martin Huggins, quien había llegado a ese cargo con las banderas del Partido Reformista, el cual abandonó creando el Partido Unido. Nangle intentó regresar a la Asamblea Legislativa en las elecciones de 1946 y las elecciones de 1948, por el Partido Laborista de Rodesia, sin éxito. Murió en Rodesia en 1972 a la edad de 83 años. 

## Legado
Una calle en San Juan de Terranova se llamad Padre Nangle Place en su honor, y en 2016, Nangle fue nombrada Persona de Importancia Histórica Nacional por el Gobierno de Canadá.